# Uzovský Šalgov
Uzovský Šalgov este o comună slovacă, aflată în districtul Sabinov din regiunea Prešov. Localitatea se află la altitudinea de 365 m deasupra n.m., se întinde pe o suprafață de 6,43 km2 și în 2017 număra 623 de locuitori.

## Istoric
Localitatea Uzovský Šalgov este atestată documentar din 1314.

## Demografie
| An:                | 1994 | 2004   | 2014   | 2024    |
| ------------------ | ---- | ------ | ------ | ------- |
| Număr de persoane: | 577  | 570    | 602    | 669     |
| Diferență:         |      | −1,21% | +5,61% | +11,12% |

| An:                | 2023 | 2024   |
| ------------------ | ---- | ------ |
| Număr de persoane: | 656  | 669    |
| Diferență:         |      | +1,98% |